# Altica helianthemi
Altica helianthemi es una especie de  coleóptero de la familia Chrysomelidae. Fue descrita científicamente por primera vez en 1859 por Allard.